# Греко-римская борьба на летних Олимпийских играх 2016 — до 130 кг
Соревнования по борьбе в весовой категории до 130 килограммов на летних Олимпийских играх 2016 года прошли 15 августа 2016 года на Арене Кариока 2 с 10:00 до 13:00 и с 16:00 до 19:00 В этом весе приняло участие 19 спортсменов.

## Призёры
| Золото                   | Серебро            | Бронза                    |
| Михаин Лопес Нуньес Куба | Рыза Каяалп Турция | Сергей Семёнов Россия     |
| Михаин Лопес Нуньес Куба | Рыза Каяалп Турция | Сабах Шариати Азербайджан |

## Превью
Федерация Объединённый мир борьбы называет следующих спортсменов претендентами на призовые места :
Со-фавориты
- Фаворитом является Михаин Лопес (№2 мирового рейтинга), действующий двукратный олимпийский чемпион, пятикратный чемпион мира, четырёхкратный победитель Панамериканских игр. Он может претендовать на третью золотую олимпийскую награду;
- Равнозначным фаворитом является Рыза Каялп (№1), действующий чемпион мира и Европы, победивший в финале чемпионата мира 2015 года (и не только тогда) Михаина Лопеса.

Претенденты
- Действующий бронзовый призёр чемпионата мира и серебряный призёр чемпионата Европы Александр Чернецкий (№3). Находится в хорошей форме, в 2016 году проиграв лишь одну встречу.
- Юхан Ойрен (№5), бронзовый призёр Олимпиады—2012, бронзовый призёр чемпионата Европы—2016.

Тёмные лошадки
- Двукратный чемпион мира, действующий олимпийский вице-чемпион Хейки Наби (№12)
- Сергей Семёнов(№6), двукратный чемпион мира среди юниоров, победивший на чемпионате России 2016 года Биляла Махова